# Francesc Santponç i Roca
Francesc Santponç i Roca (Barcelona, 1 d'octubre de 1756 - abril de 1821) va ser un metge i inventor català.

## Biografia
L'avi de Santponç havia estat apotecari i el seu pare, metge. Ell va seguir la tradició familiar estudiant primer a Cervera i després a Barcelona, Montpeller, Tolosa i París.
Va ser un dels metges destacats de Barcelona. Un dels seus pacients va ser l'astrònom francès Méchain, que va sofrir un greu accident en un dels seus viatges a Barcelona per determinar la longitud del metre. El 1804, va ser nomenat vicepresident de l'Acadèmica Metge-pràctica de Barcelona, per a la qual va dur a terme un estudi sobre els efectes terapèutics de les aigües minerals. Ja el 1786 havia realitzat amb Francesc Salvà un mapa topogràfic de les esmentades aigües en Catalunya. Dos anys abans, Salvà i Santponç havien experimentat amb el llançament de globus aerostàtics al Portal de l'Àngel de Barcelona, i, amb Martí Franquès, van estudiar el «galvanisme», o electricitat animal. Santponç mantenia correspondència amb els seus homòlegs francesos i va anar guardonat per la Societat Mèdica Parisenc per un estudi sobre la febre aftosa en nens d'un a tres o quatre mesos. Suport, a més, els assaigs d'inoculació contra la verola a Espanya a finals del segle xviii.
Santponç va ser membre de la Reial Acadèmia de Ciències Naturals i Arts de Barcelona i designat primer revisor (1789) i després director (1799) de la seva Direcció d'Estàtica i Hidroestàtica. El 1804 es va fer càrrec de la càtedra de Matemàtiques, i dos anys després va ser designat com primer director de l'Escola de Mecànica fundada per la Junta de Comerç de Barcelona, d'eminent caràcter aplicat. L'Escola va ser inaugurada el 2 de gener del 1808, però la seva activitat va ser interrompuda per la invasió francesa d'aquell any, i Santponç es va integrar a les forces de la resistència, essent dels serveis mèdics de l'exèrcit.
Després de la guerra, va reprendre la seva activitat docent i, a l'any següent, es va fer càrrec de la secció de Mecànica de les Memòries d'Agricultura i Arts de la Junta de Comerç.

### La mecànica i la màquina de vapor
La seva inquietud intel·lectual el va apropar des de jove a altres disciplines, amb un esperit eminentment pràctic. Al costat de Salvá i amb l'assistència del fuster Pere Gamell, creà una màquina per separar la fibra del lli i el cànem.
Entre 1804 i 1806, finançat per l'empresari tèxtil Jacint Ramon, Santponç va encarar la construcció de tres màquines de vapor per ser aplicades en l'esmentada indústria, i va haver de lluitar amb una mà d'obra preindustrial, composta per experts artesans (fusters, forjadors, etc.) que, encara que capaços de suggerir nombroses millores al disseny, mancaven de l'habilitat necessària per a la producció d'enginys industrials moderns.
Santponç va començar dirigint la construcció d'una màquina de tipus Newcomen, que era el model més primitiu, aparegut quasi feia un segle i que continuava utilitzant-se per a pouar aigua, donada la minça potència, que no arribava als 2 CV de força. Entre les seves falles destacaven el fort sotragueig en el moviment del balancí que transmetia la força, el soroll excessiu de les cadenes i l'alt consum de carbó (un mineral rar i difícil de trobar aleshores) per a la seva operació.
Això no obstant, Jacint Ramon efectuà els càlculs per demostrar la major rendibilitat d'una màquina de doble efecte segons el model de James Watt, una innovació introduïda a Espanya per Agustín de Betancourt, les patents de la qual acabaven  de caducar uns anys abans. S'acordà, doncs, la construcció d'un segon enginy més petit (amb una potència aproximada de 1 CV). El juliol del 1805, el manyà Francesc Coromina va realitzar les peces de ferro, el calderer Joan Pau Peradejordi la caldera i els tubs, i el fuster maquinista Antoni Pujadas un clau de pas o registre de distribució del vapor, mentre que l'arquitecte Ignasi March s'encarregà de la fogaina. Se'n va realitzar una aplicació a una màquina de filar «anglesa» (contínua) i després com a bomba de pouar aigua aplicada sobre una roda hidràulica, assolint les proves amb èxit, encara que el mateix Santponç va reconèixer més tard que continuava patint de problemes de disseny (massa vàlvules) i falta de precisió i resistència en la construcció de les parts. A continuació del prototip es va desenvolupar una màquina operativa, amb una potència de 5 a 7 CV i que quedà enllestida el mes de febrer del 1806. El cilindre tenia unes dimensions de 35,6 cm de diàmetre, 114 cm de llargada, i el volant un diàmetre de 356 cm.
L'experiència d'aquests dos anys va ser recollida en una extensa memòria, Noticia de una nueva bomba de fuego, redactada pel mateix Sanponç i dirigida a la Junta de Comerç, que s'hi va interessar. Malgrat que tingué una acollida elogiosa i la fàbrica rebé nombrosos visitants, la memòria no s'arribà a publicar i es va perdre durant 175 anys, fins que en sortí una còpia a l'arxiu dels descendents del savi mecànic.

## Obra
- Nou mètode de preparar els cànems i llins sense necessitat de maceració en aigües embassades ni corrents en benefici de la salut pública
- Descripció d'una màquina molt avantatjosa per netejar ports, posada en exercici en el de Venècia, la qual es considera que pot ser utilísima en el de Barcelona
- Notícia d'una nova bomba de foc (1806)
- Sobre les Escoles de Mecànica (1813)
- Sobre les reformes de la medicina|medecina militar (1813)
- Notícia succinta de l'origen i progressos de la màquina de vapor. Memòries d'Agricultura i Arts, 3 (1816), pp. 81-96 i 125-143.
- Navegació interior. Descripció d'un vaixell mogut per una màquina de vapor emprada a Anglaterra per a la navegació de rius i canals. Memòries d'Agricultura i Arts, 4 (1817), pp. 89-96.